# Headphones (canción de Britt Nicole)
Headphones es una canción de la cantante Britt Nicole de su álbum de estudio The Lost Get Found. La canción de la estadounidense trata del amor hacia el individuo.
Es una de las canciones más populares de Britt Nicole

## Canción
La canción fue escrita por la cantante misma, y trata de como el amor y la música son capaces de todo. 
- Datos: Q5893127